# Plebejus osias
Plebejus osias är en fjärilsart som beskrevs av Johannes Karl Max Röber 1886. Plebejus osias ingår i släktet Plebejus och familjen juvelvingar. Inga underarter finns listade i Catalogue of Life.